# Unenlagia
Unenlagia (arn. "meitat ocell") és un gènere de dinosaures teròpodes dromeosàurids, que visqueren en el Cretaci superior (fa aproximadament 90 milions d'anys, en el Cenomanià), en el que avui és Argentina.

## Etimologia
El nom deriva d'una barreja del grec i el mapudungun i significa "meitat ocell". La denominació de la primera espècie oposada, U. comahuensis, fa referència al Comahue, regió nord-oest de la Patagònia on foren trobats les restes.